# Nescatunga
Nescatunga – jednostka osadnicza w Stanach Zjednoczonych, w stanie Oklahoma, w hrabstwie Alfalfa.